# Intimate Strangers (Album)
Intimate Strangers ist ein Jazzalbum von Sara Serpa. Die 2020 entstandenen Aufnahmen erschienen am 3. Dezember 2021 auf dem Label Biophilia.

## Hintergrund
Die in New York lebende portugiesische Sängerin Sara Serpa setze auf Intimate Strangers die Strategie ihres Albums Recognition: Music for a Silent Movie fort, so Stephan Richter: Wieder sei sie inspiriert von Texten und verwende diese für ihre Kompositionen (auf Recognition war es ihre eigene Familiengeschichte). Wieder greife sie ein politisches Thema um den Kolonialismus auf. Wieder sei die CD nur ein Teil eines größeren Projektes, das nur beim Erleben einer Aufführung rundum erfahrbar sei.
Das Album Intimate Strangers ist eine Zusammenarbeit Sara Serpas mit dem nigerianischen Schriftsteller Emmanuel Iduma, dessen Buch A Stranger’s Pose aus dem Jahr 2018 einen entscheidenden Quelltext für die Produktion lieferte. Serpa untersuchte zuvor in Recognition: Music for a Silent Movie, das 2020 veröffentlicht wurde, Themen der kolonialen Unterdrückung. Aus dem Buch rezitiert Iduma seine Reflexionen über Reisen in ein Dutzend afrikanischer Städte. Die Stimmen von Sara Serpa, Emmanuel Iduma, Sofía Rei und Aubrey Johnson gesellen sich zu Matt Mitchell am Piano und Qasim Naqvi am modularen Synthesizer. Der in Marokko lebende kamerunische Dichter Onesiphore Nembe rezitiert ein Gedicht zu dem Stück mit dem Titel „The Poet“.
Die Produktion des Albums, die von John Zorn 2018 in Auftrag gegeben wurde, entstand mit Unterstützung des NYC Women’s Fund for Media, Music and Theatre vom Office of Media and Entertainment des Bürgermeisters der Stadt New York City in Zusammenarbeit mit der New York Foundation for the Arts.

## Titelliste
- Sara Serpa: Intimate Strangers

1. First Song 3:12
2. Lokoja: Okenne 5:21
3. How Do You Know Where to Go? 5:21
4. Bamako 2:30
5. Lejam 5:02
6. The Poet (feat. Onesiphore Nembe) 3:40
7. God’s Time 5:03
8. Kidira 3:00
9. Le Bout du Monde 3:47
10. Note to Nephew 2:00
11. In Due Course 4:23
12. Night 3:23
13. For You I Must Become a Tree 3:58

Die Kompositionen stammen von Sara Serpa.

## Rezeption
Nate Chinen meinte in seiner Sendung Take Five bei WBGO, das Album der Sängerin und Komponistin Sara Serpa betrachte den afrikanischen Kontinent als Heimat und eindringliche Präsenz, lebendig und doch unerkennbar. Hier schöpfe sie eindeutig aus Idumas Sprache und Blickwinkel. In „Night“, ein Song, der sich mit verlorener Liebe und belasteter Topographie beschäftige, könne man hören, wie Iduma mit seinen eigenen Worten zum philosophischen Schluss des Liedes führt: „Jeder Baum ist das Gegenteil von Wandern“.

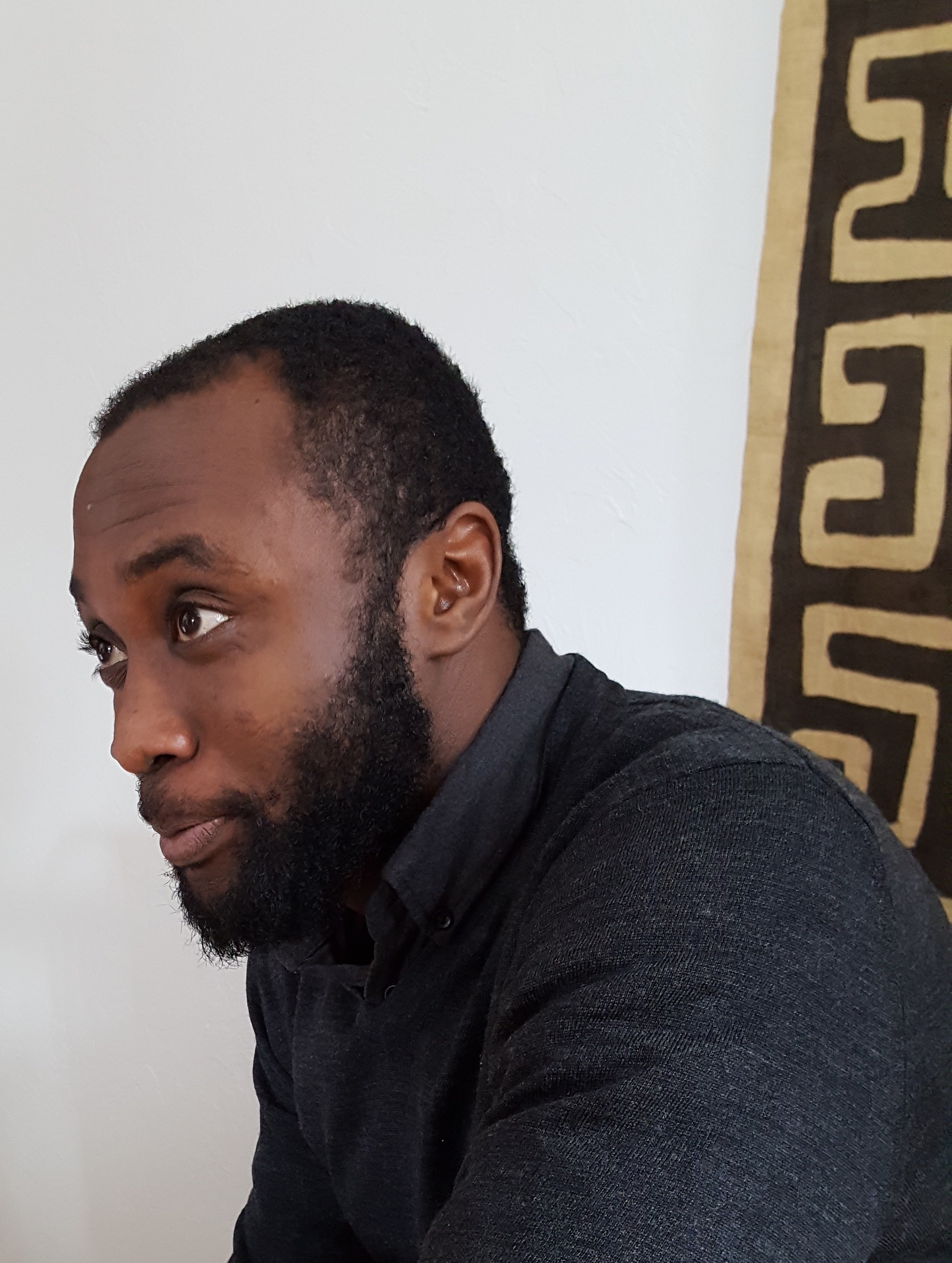
Emmanuel Iduma (2017)

Dave Sumner (Bandcamp Daily) zählte das Album zu den besten Neuveröffentlichungen des Monats und schrieb, das Faszinierendste „bei diesem fesselnden Projekt“ sei die Art und Weise, wie seine Komponenten miteinander verschmelzen. Es gebe Momente, in denen das gesprochene Wort, der Gesang und die Instrumentalstücke in einem dichten harmonischen Gewebe verbunden sind, das unmöglich zu brechen sei, und es gebe wiederum andere Phasen, „in denen alles zu schweben scheint, sich nie berührt, zart und verletzlich schwankt“. Die ultimative Stärke des Albums sei ihre friedliche Koexistenz, bei der jeder den gleichen Raum und die gleiche Stimme beibehalte und ihre Präsenz spürbar mache, egal welches Element sich langsam in Richtung Bühnenrand bewege.
Stephan Richter stellte im Jazz Podium fest, dass sich aufgrund der Instrumentierung in Intimate Strangers ein Klangbild ergebe, das als lückenhaft empfunden werden könne, aber doch Serpas Komposition ideal repräsentiere. Zwischen flächig arrangierten Vokalsätzen und zurückhaltender Klavierbegleitung gehe die volle Konzentration auf die Hintergründe, die Idumas Texte liefern. „Die Kraft von Serpas Komposition aber schafft es letztlich, das Zuhörende den Gesamteindruck einer Musik erhalten, einer sehr starken und schlüssigen Musik.“
Nach Ansicht von Martin Johnson (JazzTimes) hänge die Wirkung von Serpas Stimme nicht von den Worten selbst ab; ihre Vocalese sei mehr als nur ein Schaufenster für ihre rhythmische Schärfe, sie könne ein Lied mit durchdringender Bedeutung umhüllen, ohne einen Text zu singen. Wenn sie jedoch Strophen und Refrains integriert, sei die Wirkung fesselnd, und dies sei eindeutig der Fall auf Intimate Strangers. Damit setze Serpa ihr leidenschaftliches Interesse an der Analyse des portugiesischen Fußabdrucks in Afrika fort, aber die Erkundungen würden über eine erneute Auseinandersetzung mit dem Kolonialismus hinausgehen. Stattdessen gehören das Selbst- und Ortsgefühl sowie Interpretationen von Land und Raum zu den Themen.
Auch Jonathan Blackman (Occhi Magazine) meinte, die intrinsische Beziehung zwischen Wort und Musik werde perfekt verkörpert. Damit werde eine faszinierende Landschaft präsentiert, die von den unterschiedlichen Erfahrungen der Einwanderung und Reisen durch die Welt erzählt. Iduma spreche wie ein erfahrener Geschichtenerzähler, der seine poetischen Drähte gekonnt um die Ohren des Publikums wickle. Gelungen sei Serpa und Iduma ein erstaunlicher Teppich aus Sprache und Klang, der beim Anhören zu Nervenkitzel führe.
Der Schatten der kolonialen Exzesse Europas in Afrika sei allgegenwärtig und unmöglich zu entkommen, schrieb Eoin Madigan über Idumas Buch. Sie reicht Jahrhunderte zurück, bis zum transatlantischen Sklavenhandel, durch Leopolds II. albtraumhafte völkermörderische Ausbeutung des Kongo, und infiziert die Gegenwart, als Zehntausende von Flüchtlingen aus Subsahara-Afrika an die Mittelmeerküste fliehen. In der Tat – auf die Gefahr hin, eine eurozentrische Lesart afrikanischer Literatur fortzusetzen – sei es schwierig, nicht an Joseph Conrads Heart of Darkness [1899] zu denken, wenn man sich mit Idumas Reisen beschäftige. A Stranger’s Pose sei natürlich eine unendlich nuanciertere Darstellung Afrikas als die von Conrad, da sie die berauschende Mischung aus Ethnien, Sprachen und Glaubensrichtungen des Kontinents hervorhebe. Jenseits dieses manchmal berauschenden Kaleidoskops bilde sich während der gesamten Arbeit eine einfache Wahrheit: Alle, denen begegnet, sind einfach Menschen, die versuchen, das Beste aus ihrem Leben zu machen.